# Rebecca of Sunnybrook Farm (película de 1917)
Rebecca of Sunnybrook Farm es una película de comedia dramática muda estadounidense de 1917, basada en la novela del mismo nombre de 1903 escrita por Kate Douglas Wiggin, dirigida por Marshall Neilan. Esta versión se destaca por haber sido adaptada por la famosa guionista Frances Marion. La película fue hecha por la "Mary Pickford Compañy" y fue un aclamado éxito en taquilla. Cuándo la obra se estrenó en la temporada de teatro en Broadway de 1910, Rebecca fue interpretada por Edith Taliaferro.

## Sinopsis
Como describe una revista de cine, Rebecca Randall (Pickford) es llevada a la casa de su tía Hannah (Eddy), una estricta mujer de Nueva Inglaterra. Rebecca conoce Adam Ladd (O'Brien), un joven del pueblo, y se convierten en grandes amigos. Un día Rebecca promete casarse con Adam cuando tenga de edad suficiente. Incapaz de soportar sus bromas por más tiempo, su tía la envía a un internado. Se gradúa como una joven y bonita señorita. Al poco tiempo, Adam reclama el cumplimiento de su promesa.

## Reparto

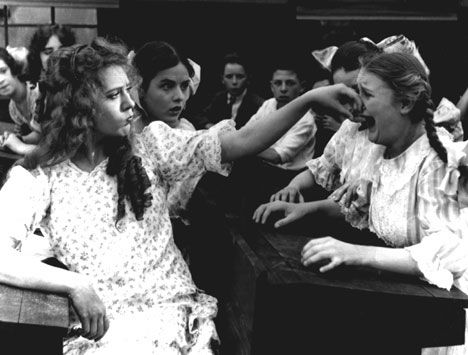
Escena de la película

- Mary Pickford como Rebecca Randall
- Eugene O'Brien como Adam Ladd
- Helen Jerome Eddy como Hannah Randall
- Charles Stanton Ogle como el Sr. Cobb
- Marjorie Daw como Emma Jane Perkins
- Mayme Kelso como Jane Sawyer
- Jane Wolfe como la Sra. Randall
- Josephine Crowell como Miranda Sawyer
- Jack McDonald como el Reverendo Jonathan Smellie
- Violet Wilkey como Minnie Smellie
- F. A. Turner como el Sr. Simpson
- Kate Toncray como la Sra. Simpson
- Emma Gordes como Clara Belle Simpson
- Wesley Barry como alumno/domador (sin acreditar)
- Milton Berle en un papel secundario (sin acreditar)

## Producción
Rebecca of Sunnybrook Farm fue filmada en Pleasanton, California.

## Recepción
Como muchas películas americanas de la época, Rebecca of Sunnybrook Farm fue objeto a cortes por juntas de censura de cine de la ciudad y el estado. La junta de Censura de Chicago requirió el corte del intertítulo "he aprendido que los Simpson no están casados".